# Єремія (Анхімюк)
Єремі́я Анхімю́к (пол. Arcybiskup Jeremiasz, в миру Ян Анхімюк, пол. Jan Anchimiuk; 3 жовтня 1943, Одринки, Рівненщина — 17 квітня 2017, Вроцлав) — єпископ Православної церкви Польщі, архієпископ Вроцлавський і Щецинський, професор.

## Біографія
Народився 3 жовтня 1943 року в Одринках, на Рівненщині.
З 1957 по 1961 роки навчався в гімназії у Варшаві. З 1961 по 1965 роки навчався в православній семінарії у Варшаві. З 1965 по 1966 року писав кандидатську дисертацію. З 1966 по 1968 роки навчався на теологічному факультеті в Цюриху. У 1968 році — викладав в православній семінарії у Варшаві.
У 1975 році входив до складу Центральної Ради ВРЦ в Женеві.
22 лютого 1977 роки йому присуджено науковий ступінь доктора богослов'я за роботу «Origines and modern Exegesis». У 1979 році — лектор NT. У 1980 році — хабіль | Habil (Elemente von Anthropologie und Angeologie 1 Kor. 6, 3), професор.
2 лютого 1983 митрополитом варшавським і всієї Польщі Василем Дорошкевичем висвячений на диякона, 9 лютого того ж року — на священика. 26 лютого 1983 пострижений в чернецтво з ім'ям Єремія. 6 березня того ж року возведений у сан архімандрита.

## Архієрейство
13 березня 1983 року в соборі святої Марії Магдалини у Варшаві хіротонізований на єпископа Бєльського, вікарія Варшавської митрополії. Чин хіротонії звершили митрополит Варшавський Василь, єпископ Білостоцький і Гданський Савва (Грицуняк), єпископ Лодзинский і Познанський Симон Романчук а також єпископ Перемишльський і Новосондецький Адам (Дубец).
У липні 1983 року став єпископом Вроцлавським і Щецинським. Урочиста інтронізація відбулася 20 серпня 1983 року.
У 1983 році призначений Головою Відділу зовнішніх церковних зв'язків Православної церкви Польщі.
У 1997 році возведений у сан архієпископа.
З 1996 по 2003 рік — ректор Християнської богословської академії у Варшаві.
З 1999 року — член Міжправославної Комісії ВРЦ в Женеві.
З 2000 по 2006 роки — Президент екуменічної Ради Польщі.
У 2008 році знову обраний ректором Християнської богословської академії у Варшаві.
3 липня 2011 року взяв участь в урочистостях з нагоди 40-річчя Першосвятительської інтронізації Патріарха Болгарського Максима, що пройшли в Патріаршому кафедральному соборі в Софії.
Помер 17 квітня 2017 року.